# Милош Шарић
Милош Шарић (Лесковац, 11. мај 1991) српски је вајар.

## Биографија
Основне академске студије вајарства завршио је на Факултету уметности Универзитета у Приштини 2014. године. Мастер академске студије Примењеног вајарства завршио је на Факултету примењених уметности у Београду 2015. године (Класа професора Драгољуба Димитријевића), а на истом Факултету је и докторирао, на студијском програму Примењене уметности и дизајн 2019. године, ужа уметничка област вајарство (ментор проф. Горан Чпајак).
Излагао је на дванаест самосталних и на више од сто двадесет жирираних колективних, домаћих и међународних изложби у земљи и иностранству. Учесник је неколико ликовних колонија, а неки његови радови део су јавних простора и приватних и јавних колекција.
Члан је УЛУС-а, УЛУПУДС-а и УЛУКиМ-а од 2016. године. Од 2020. године је у статусу самосталног уметника. Живи и ради у Београду.

## Награде
2024. Похвалa на 33. Изложби малог формата (КЦ, Шабац) 2024.
2023. Награда „Борис Маркош Минго” за ликовно стваралаштво младих на „XXIII Крајишком ликовном салону“, Конак кнегиње Љубице – Музеј града Београда.
2023. Специјална награда на „16. Ликовном салону младих", за скулптуру „Чувар", Галерија ММЦ, Нови Пазар.
2021. Друга награда на УЛУПУДС-овој изложби радова малог формата „Минијатура 6“, за скулптуру „Чувари простора 3“.
2021. Награда УЛУС-ове Пролећне изложбе „Невидљиви портрет“.
2020. Плакета 52. Мајске изложбе УЛУПУДС-а „Уметнички преврат“ за скулптуру из серије „Сви моји преци“ – „Куће“.
2015. Трећа награда жирија за скулптуру „Двоје – Читачи“ на конкурсу скулптура „Београдски читач“.
2015. Награда публике за скулптуру „Двоје – Читачи“ на конкурсу скулптура „Београдски читач“ (2015).

## Самосталне изложбе
- „Сусрет 2“, скулптуре, Галерија Менадер, Апатин, 30.08 —13. 09. 2024.[9]
- „Сусрет“, скулптуре, Галерија Културног центра „Лаза Костић“, Сомбор, 26. 03 – 19. 04. 2024.[10]
- „Поглед“, скулптуре, Галерија ММЦ, Нови Пазар, 23. 02 – 07. 03. 2024.[11]
- „Спој“, скулптуре, Галерија савремене уметности Народног музеја у Смедеревској Паланци, Смедеревска Паланка, 01.02 –21.02.2024.[12]
- „Наше приче“, скулптуре, Галерија АЛУЗ, Зрењанин, 31. 03 –14. 04. 2023.[13]
- „Нови живот предака“, скулптуре, Центар за културу Димитровград, Галерија „Методи Мета Петров“, Димитровград, 22. 07–12. 08. 2021.[14]
- „Наши преци“, скулптуре, Народни музеј Панчево, 13. 04 – 06. 05. 2021.[15]
- „Сагласје“, скулптуре, „Галерија арт55“, Ниш, 21. 10 – 01. 11. 2020.[1]
- „Сви моји преци“, скулптуре, Галерија СКЦ-а, Београд, 03–24. 02. 2020.[16]
- „Релације“, скулптуре (са Славишом Михајловићем), Галерија Факултета уметности Универзитета у Приштини, Косовска Митровица, 11–18. 12. 2019.[17]
- „Склоп“, скулптуре (са Славишом Михајловићем), Културни центар „Рибница“, Краљево, 05–18. 06. 2019.[18]
- „Живот (у) секири (3)“, скулптуре, Општинска библиотека, Варварин, 29. 03 – 29. 04. 2019.[19]
- „Живот (у) секири (2)“, скулптуре, Народна библиотека „Десанка Максимовић“, Власотинце, 20. 08 – 20. 09. 2018.[20]
- „Живот (у) секири“, скулптуре, Галерија УЛУС, Београд, 20–30. 03. 2018.[21]

## Изведена дела у јавном простору
Споменик Христифору Црниловићу поводом 60. година од његове смрти. Постављена је на размеђи улица Вука Караџића, Димитрија Стојановића и Његошеве у Власотинцу. Откривање скулптуре 05. 07. 2023.
Скулптура „Читач“ (65x55x60 cm, варено и ковано гвожђе), Парк скулптура „Lake Concord Park“ у Орланду (Каселбери) на Флориди (САД). (Откривање скулптуре 10. 10. 2016, трајно постављање скулптуре због урагана 15. 04. 2017.)

## Ликовне колоније
- 50. Ликовна колонија „Куманово 1974-2024“, „Национална Установа Музеј – Куманово“, Северна Македонија.[23]
- 24. Ликовна колонија „Совљак 2022“, Културно-образовни центар Богатић – Мачва, 2022.[24]
- 2. Ликовна колонија „Ловћеначки колорити“, Црногорско културно просвјетно друштво „Принцеза Ксенија“, Ловћенац – Мали Иђош, 2022.[25]
- 1. Ликовна колонија „Ловћеначки колорити“, Црногорско културно просвјетно друштво „Принцеза Ксенија“, Ловћенац – Мали Иђош, 2020.[26]
- 28. Међународна ликовна колонија „Погановски Манастир 2020“, Центар за културу Димитровград, 2020.
- 15. Ликовна колонија акварела „Газиводе 2019“, Дом културе „Стари Колашин“, Зубин Поток, 2019.
- 2. Ликовна колонија „Караван“, Културно склониште КРИК, Косовска Каменица, 2019.
- 45. Ликовна колонија „Борковац 2017“, Завичајни музеј Рума, 2017.